# Kjersti Alveberg
Kjersti Alveberg (ur. 26 lipca 1948 w Oslo, zm. 2021) – norweska tancerka oraz choreografka. Przez ostatnie 30 lat swojej kariery tworzyła balety dla teatru i telewizji, zdobywając za swoją pracę prestiżowe nagrody.

## Biografia
Kjersti Alveberg zaczęła tańczyć w wieku czterech lat, ale dopiero w wieku 19 lat podjęła decydujący krok, by rozpocząć naukę tańca w Norweskiej Narodowej Akademii Baletu w Oslo, jednocześnie pracując jako tancerka w Chat Noir. Studiowała taniec w Nowym Jorku, Amsterdamie, Londynie i Paryżu, zanim uczęszczała do Akademii Nansen. Przez kilka lat była niezależną tancerką w teatrach w Oslo. Przez 5 lat była tancerką, aktorką i piosenkarką w Det Norske Teatret wykonując musicale i sztuki teatralne, pracując także w telewizji i zespołach tańca fringe. Zadebiutowała choreograficznie w 1975 roku sztuką "Tomorrow?" na Warsztatach Baletowych Opery Norweskiej.
Kjersti była najstarszą z trzech sióstr. Jej rodzice: Per Alveberg (1921–2009), pionier rehabilitacji oraz pracownik socjalny. Kari Alveberg (1926) nauczycielka dzieci z trudnościami w uczeniu się. Kjersti była zamężna z dziennikarzem Andersem Hoffem w latach 1981-89. Kjersti miała jednego syna, Noah Alveberga.

## Nagrody i wyróżnienia
- 2008: Nagroda Aase Bye[3]
- 2006: Firma StudySphere wybrała witrynę Alveberg jako jedno z najlepszych zasobów edukacyjnych w sieci w kategorii „Choreografia i choreografowie”
- Przewodniczący jury Nagrody Kultury
- 2002: Nagroda Kultury Miasta Oslo[4]
- 1998: Norweskie Centrum Sztuki Tańca — Nagroda Honorowa
- 1997: Nagroda Kultury Telenoru, za „Nieograniczona komunikacja”
- 1996: Festiwal Międzynarodowy. Program audiowizualny, za „Taniec makabryczny”
- 1994: Międzynarodowe Grand Prix Video Dance, za „Echo”, balet telewizyjny, I nagroda.
- 1990: Międzynarodowe Grand Prix Video Dance, za „Kruchy”, balet telewizyjny
- 1989: Międzynarodowe Grand Prix Video Dance, za "Popiół, Mgła, Pył Wiatru", Nagroda Specjalna Jury (dwie nagrody)
- 1988: Taniec przed kamerą, Nowy Jork, za „Popiół, mgła, kurz niesiony wiatrem”
- 1987: Nagroda Amanda (Norweski Oskar), za „Popiół, mgła, kurz niesiony wiatrem”
- 1985: Nagroda specjalna Jury Prix Italia, za „Popiół, mgła, kurz niesiony wiatrem”
- 1985: Nagroda Krytyków Tańca za „Teraz”
- 1985: Prix Italia, III nagroda za "Poza zasięgiem"
- 1984: Nagroda artystyczna miasta Oslo